# تمييز بسبب الحمل
يقع التمييز بسبب الحمل عند فصل المرأة الحامل عن العمل أو عدم توظيفها أو التمييز ضدها بأي شكل آخر بسبب حملها أو النية للحمل، ومن الأشكال الشائعة لهذا التمييز عدم توظيف المرأة بسبب الحمل الظاهر أثره أو احتمال حدوث الحمل والفصل بعد أن يتنامى إلى علم صاحب العمل حمل المرأة والفصل بعد الرجوع من إجازة الوضع والخصم من الراتب بسبب الحمل.

## الدوافع
يمارس أصحاب العمل التمييز على أساس الحمل لعدد من الأسباب:
- التحامل ضد المرأة العاملة والأمهات العاملات
- الخوف من نقص الإنتاجية نتيجة غياب الموظفة
- عدم كفاية الموارد لدعم الموظفات المؤقتات أو تقديم أجر إضافي لموظفين آخرين لإنجاز الأعمال أثناء الإجازة
- الاعتقاد بأن الموظفة سوف تحتاج إلى الكثير من وسائل المواءمة حتى بعد عودتها.

## الولايات المتحدة
في الولايات المتحدة، هناك إلزام قانوني على أصحاب العمل مند عام 1978 بتوفير نفس التأمين والأجر أثناء الإجازة والدعم الإضافي الذي يمنح للموظف الحاصل على إجازة طبية أو الذي لديه عجز، ولا يسري هذا إلا على الشركات التي يعمل بها 15 موظفًا أو أكثر (شاملاً العمالة بدوام جزئي والعمالة الموقتة).
نظرًا لما تمثله نسبة النساء المعيلات (70%) من القوة العاملة، فإن التمييز بسبب الحمل هو أسرع أنواع التمييز نموًا في الولايات المتحدة، حيث شكّل في العام 2006 حوالي 6.5% من جميع قضايا التمييز التي تم رفعها، ويذكر أن اللجنة الأمريكية لتكافؤ فرص العمل تتولى التوسط في هذه القضايا للإصلاح بين الموظفين وأصحاب العمل، وقد تعاملت خلال عام 2006 مع 4901 قضية بلغ إجمالي التعويض النقدي الذي سددته مختلف المؤسسات حوالي 10.4 ملايين دولار أمريكي.

### التشريع
في 1978، أقر الكونغرس الأمريكي قانون مناهضة التمييز بسبب الحمل (القانون العام 95-555)، وهو تعديل لقسم التمييز على أساس الجنس من قانون الحقوق المدنية لعام 1964.
في عام 2002، وسّع برنامج التأمين إجازات الأسرة المدفوعة (PFL) في كاليفورنيا والذي يعرف أيضًا باسم برنامج التأمين على العجز المؤقت للأسرة (FTDI)، نطاق تعويض العجز الذي يصرف بسبب البطالة ليغطي الأفراد الذين توقفوا عن العمل لكفالة طفل جديد، هذا ويغطي برنامج إجازات الأسرة المدفوعة الموظفين الذين توقفوا عن العمل لرعاية طفل لديهم أو طفل العشير القانوني أو طفل يأخذه هو أو عشيره بالتبني أو الكفالة.

### المنظور التاريخي
ترجع جذور قانون مناهضة التمييز بسبب الحمل لعام 1978 و قانون الأسرة والإجازات الطبية إلى العديد من أحكام المحاكم العليا التي قادت إلى إصدارهما.
في قضية مولر ضد ولاية أوريغون لعام 1908، أيدت المحكمة العليا حكمًا باقتصار عدد ساعات عمل المرأة في اليوم على 10 ساعات على أساس أن «القيام بمهام الأمومة» تجعل المرأة بشكل طبيعي غير قادرة على القيام بنفس العمل الذي ينجزه الرجال. وفي قوانين الخمسينيات والستينيات من القرن العشرين، منعت العديد من الولايات النساء من العمل وحظرت توظيفهن لفترة زمنية قبل الولادة وبعدها. وأصبحت قضية ريد ضد ريد (Reed v. Reed) لعام 1971 أول حكم للمحكمة العليا ينفذ بند المساواة في الحماية للتعديل رقم 14 لحماية المرأة من التعرض للتمييز على أساس الجنس.
في عامي 1970 و1971، أثيرت حقوق المدرسات الحوامل، فكان الكثير منهن يرغمن على أخذ إجازات وضع غير مدفوعة الأجر بحلول الشهر الرابع إلى السادس من الحمل بحجة أن الاستمرار في الحمل قد يكون خطرًا على الأم أو الطفل وأنها ربما لا تستطيع التركيز في التدريس وقد ينشغل الطلاب بالتفكير في علامات الحمل الظاهرة. وفي عام 1974، أعلنت المحكمة العليا في قضية مجلس التعليم في كليفلاند ضد لافلور عدم دستورية سياسات الإجازات الإلزامية غير المدفوعة، وكانت هذه خطوة كبيرة نحو حصول المرأة على الحقوق المتساوية في قوة العمل.
تظهر العلاقة المباشرة بين قضيتين كبيرتين في السبعينيات وقانون مناهضة التمييز بسبب الحمل، كانت أولهما جيدولديج ضد أيلو (1974) والتي حُكم فيها بأن حرمان الحامل من المزايا الطبية في ولاية كاليفورنيا بموجب برنامج الولاية للتأمين ضد العجز ليس من باب التمييز.

«بينما يمكن للمرأة وحدها أن تحمل مولودًا حقًا...يقسم برنامج [تأمين ولاية كاليفورنيا ضد العجز] المستفيدين المحتملين إلى مجموعتين - الحوامل والأشخاص غير الحوامل، وفي حين أن المجموعة الأولى تقتصر حصريًا على النساء فإن المجموعة الثانية تتضمن أفرادًا من الجنسين، وبالتالي تصبح المزايا المالية والتأمينية للبرامج حقًا للأفراد من الجنسين».

في عام 1976، مثلت قضية جنرال إلكتريك ضد جلبرت، 429 الولايات المتحدة 125 سابقة مشابهة للتأمين الخاص من خلال صاحب عمل، ويبدو أن الضجة التي أحدثها الحكمان دعمت بشكل مباشر وضع الكونغرس لقانون مناهضة التمييز بسبب الحمل.
في عام 2009، تناولت المحكمة العليا مرة أخرى موضوع التمييز بسبب الحمل في حكمها في قضية شركة AT&T ضد هولتين الذي تمسك بأنه لا يمكن أخذ إجازات الوضع التي سبقت تمرير قانون التمييز بسبب الحمل لعام 1978 في الاعتبار عند حساب مزايا المعاش للموظفة، وهو ما يدل ضمنيًا على أن هذا القانون لا يطبق بأثر رجعي.

## الاتحاد الأوروبي
يعتبر الاتحاد الأوروبي المعاملة الأقل من المناسبة على أساس الحمل أمرًا غير قانوني وأيضًا تمييزًا على أساس الجنس (وهذا على خلاف القضية الأمريكية جيدولديج ضد أيلو وتماشيًا مع الأسلوب الأمريكي في قانون مناهضة التميير بسبب الحمل لعام 1978).
قررت محكمة العدل الأوروبية في قضية ديكر ضد ستيتشيج فورمينجسترم فور جون فولواسين أن التمييز بسبب الحمل هو تمييز على أساس الجنس دون الحاجة إلى مقارنة هذه المعاملة غير المناسبة بالرجل. كما أعادت التأكيد على هذا الموقف في قضية ويب ضد EMO للشحن الجوي (رقم 2) (Webb v EMO Air Cargo) حيث تم فصل أمراة بسبب محاولة الحصول على إجازة الحمل لكنها لم تخبر صاحب العمل عن حملها عند تولي الوظيفة. ويجوز اعتبار عدم تجديد عقد محدد المدة من أعمال التمييز تمامًا مثل الطرد، بالإضافة إلى هذا، لا يجوز - خلال أية فترة من الحمل أو إجازة الوضع - إلحاق الضرر أو الطرد بسبب فترة المرض. كما يُسمح للمرأة اختصار إجازة الوضع والعودة إلى العمل، والحصول على هذه الفترة المتبقية عند حملها ثانية حتى وإن لم تكن قادرة على أداء جميع أعمال وظيفتها المعتادة.
ومن الواضح أيضًا تمتع الحوامل بالحماية أثناء المقابلات الشخصية لتولي الوظائف، ففي قضية شركة دانمارك للاتصالات  لم تتم إدانة امرأة لعدم إخبار صاحب العمل بحملها أثناء المقابلة الشخصية لشغل وظيفة رغم أنها كانت على علم بحملها.

## كندا
يفرض القانون الكندي غرامة كبيرة على الشركات إذا ثبت أنها تمارس أعمال التمييز بسبب الحمل.

## أستراليا
حاولت أستراليا محاربة قضايا التمييز ضد الحمل في قوتها العاملة. بعد أن أنشأت الأمم المتحدة اتفاقية القضاء على جميع أشكال التمييز ضد المرأة (سيداو) في عام 1981، وقعت أستراليا على اتفاق في 17 أغسطس 1983. كما أصدرت أستراليا قانون التمييز الجنسي لعام 1984 للمساعدة في القضاء على التمييز في مكان العمل على العديد من الأشياء بما في ذلك التمييز في الحمل. لا يسمح هذا التشريع أو يسمح بالحق في استخدام ممارسات التوظيف وإطلاق النار على الحمل أو فرصة الحمل. ينص قانون التمييز الجنسي أيضاً على أنه "من غير المشروع رفض طلبات استيعاب الموظفة الحامل.
وقد تعرضت واحدة من كل اثنتين من الأمهات الأستراليات للتمييز المرتبط بالحمل في العمل في مرحلة ما أثناء الحمل أو عند العودة إلى العمل.
ووجد التقرير أن الأمهات الشابات اللواتي (تتراوح أعمارهن بين 18 و 24 سنة) والأمهات العازبات والأمهات المعوقات من المرجح أن يتعرضن للتمييز المرتبط بالحمل.
وقد عانت نسبة 84 في المائة من الأمهات اللاتي تعرضن للتمييز من آثار سلبية - على سبيل المثال، على صحتهن العقلية أو أموالهن.

## اليابان
في اليابان، ينص قانون معايير العمل (القانون رقم 49 لعام 1947) أنه يجب على صاحب العمل توفير العمل للأم الحامل مع إجازة أمومة لمدة 6 أسابيع (14 أسبوعاً للحمل المتعدد بعد التوائم) قبل ولادتها و 8 أسابيع بعد الولادة. ولادة الطفل.و تحظر المادة رقم 9 من قانون تكافؤ فرص العمل بين الرجل والمرأة (القانون رقم 113 المؤرخ 1 يوليو 1972) شرط العمل غير المتكافئ لأسباب الزواج والحمل وإجازة الأمومة المنصوص عليها في المادة 65 من قانون معايير العمل وأسباب أخرى تتعلق بالولادة. وتشمل شروط التوظيف غير المتساوية هذه التقاعد والفصل. بالإضافة إلى ذلك، قانون رعاية العمال الذين يهتمون بالأطفال أو أفراد الأسرة الآخرين بما في ذلك رعاية الطفل وإجازة رعاية الأسرة (القانون رقم 76 لعام 1991) تنص على حق الموظفين في الحصول على إجازة غير مدفوعة الأجر لرعاية الطفل لمدة عام واحد، وتحظر المادة 10 على صاحب العمل فصل أو سوء معاملة العامل الذي أخذ أو على وشك الحصول على إجازة رعاية طفل. كما وعلى الرغم من إجازة الأمومة ورعاية الطفل هي إجازة غير مدفوعة الأجر في الأساس.وفي حال إجازة رعاية الطفل يستحق الموظف حوالي 50٪ من الأجر، وبدل الأمومة هو ثلثي الأجر. اعتباراً من عام 2013، تبلغ مخصصات رعاية الأطفال بمبلغ إجمالي قدره (4,075 دولار أمريكي).

## هونغ كونغ
في هونغ كونغ، تعتبر عملية التمييز ضد الموظفة الحامل مخالفة جنائية. ويخالف صاحب العمل الذي يخالف ذلك كما يمكن أن يخضع للمقاضاة، وعند إدانته، تغريمه 100.000 دولار. كما يُطلب من صاحب العمل دفع أجور الموظف بدلاً من الإشعار، ومبلغ إضافي يعادل أجر شهر واحد كتعويض، وإجازة أمومة لمدة 10 أسابيع. على الرغم من القانون، لا تزال المرأة تشعر بضغوط لترك القوة العاملة بسبب الإجهاد.

## كامبوديا
التمييز بين النساء الحوامل هو القضية الرئيسية في مجال العمل بصناعة الملابس ووفقًا لإحدى العاملات الكمبوديات "لا يهم ما إذا كنت حاملاً أم لا أو سواء كنت مريضاً أم لا عليك الجلوس والعمل. إذا أخذت استراحة، فإن العمل يتراكم على الماكينة وسيأتي المشرف ويصرخ وإذا رأيت العاملة الحامل تعمل ببطء فلن يتم تجديد عقدها.
تضطر النساء الحوامل إما إلى مغادرة المصنع أو الذهاب للإجهاض. وفي كمبوديا، تم إضفاء الشرعية على الإجهاض في عام 1997، ومع ذلك فإن 9 نساء من أصل 10 نساء كمبوديات يعتقدن أن هذا الإجراء غير قانوني ويخضعن لهذه العملية من خلال عيادات غير آمنة. ووفقًا لـ «صحة المرأة كمبوديا»، فإن أكثر من 90٪ من العاملين في صناعة الملابس لم يعرفوا أن الإجهاض قانوني وأن 18٪ من أصل 900 من عمال الملابس قاموا بالإجهاض. ما يقرب 75 ٪ من النساء لا يعرفون إلى أين يبحثن عن الإجهاض الآمن، حيث لم يكن هناك سوى القليل من المعلومات المقدمة إليهن.
في كمبوديا، هناك قوانين تمنح النساء الحوامل ثلاثة أشهر كإجازة للأمومة وراتب الأمومة إذا كانت المرأة قد عمل لمدة عام أو أكثر. أعطي معظم العمال عقدا محدد المدة مع فترة تعاقد لمدة 6 أشهر. في كثير من الأحيان يتم التقصير في العمل من قبل النساء الحوامل لأن المصانع لا ترغب في توفير تكلفة إضافية لدفع الأمومة أو أي رعاية صحية أخرى.